# 1995-ös kóbei földrengés
Az 1995-ös kóbei földrengés (más néven Nagy Hansin földrengés, japánul: 阪神・淡路大震災, Hepburn-átírásban: Nagy Hanshin földrengés) Japán történelmének egyik legerősebb, legtöbb áldozatot követelő, valamint legnagyobb károkat okozó földrengése volt. A katasztrófa 1995. január 17-én, helyi idő szerint hajnali 5 óra 46 perckor következett be, a rengés mintegy 20 másodpercig tartott. A Richter-skála szerinti 7,3-es erősségű földmozgás epicentruma Kóbe városától körülbelül 20 kilométerre, a Szeto-beltengeren, Avadzsi-sziget északi végénél volt.
A halálos áldozatok száma 6400-ra tehető, 40 000 ember megsérült, és körülbelül 300 000 ember veszítette el az otthonát. További 240 000 ezer otthon sérült meg kisebb-nagyobb mértékben, valamint súlyos károk keletkeztek a város kereskedelmi, ipari és infrastrukturális létesítményeiben is.

## Geológiai háttér és adatok

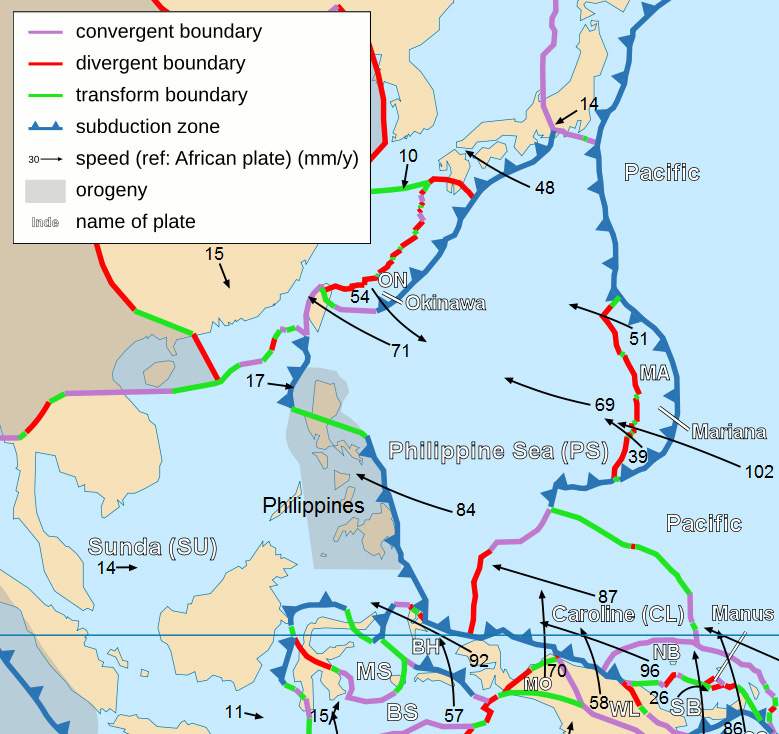
Lemezmozgások a Fülöp-szigeteki tektonikai lemez környezetében

A japán szigetvilág négy tektonikai lemez találkozási zónájában alakult ki, Kóbe a nagyobb sűrűségű Fülöp-szigeteki óceáni lemez és az eurázsiai kontinentális lemez szubdukciós zónájában fekszik. Itt az óceáni lemez évente körülbelül 10 centimétert haladva bukik a kontinens pereme alá, heves földrengéseket és vulkanikus tevékenységet okozva. Az 1995. évi földrengés hatalmas pusztításának oka, hogy a hipocentrum kis mélységben, a felszín alatt mindössze 16 km-re (a USGS szerint 20 km-re) volt, és a szeizmikus lökéshullámok az epicentrumtól a Nodzsima-törésvonal mentén az Avadzsi-sziget belseje felé, míg a Szuma- és a Szuvajama-törésvonal mentén Kóbe és Oszaka sűrűn lakott területei irányába  terjedtek tovább.
A földrengés intenzitása a Japán Meteorológiai Hivatal (JMA) intenzitásskáláján a legmagasabb, 7-es szintű besorolást kapta. Az adatok utólagos elemzése során kiderült, hogy a skála a nagyobb földrengéseknél a károk változó mértékének kifejezésére nem alkalmas, ezért 1996 októberében az 5-ös és a 6-os szintet két-két részre bontotta a JMA. Erőssége a Richter-skála szerint 7,3-es volt, ami alapján nem tartozik a legerősebb földrengések közé. A JMA adatai alapján a főrengést öt héten belül ötven 4-es erősséget meghaladó utórengés követte.

## Áldozatok és károk
A halálos áldozatok száma körülbelül 6400, a sebesülteké 40 000 volt. 300 000 ember vált hajléktalanná, miután 240 000 épület részben vagy teljesen megsemmisült. Különösen a hagyományos, fából készült épületek közül dőlt sok össze, de az 1960-as években épült acél- és vasbeton vázas épületek közül is sok vált használhatatlanná úgy, hogy egy közbenső szint teljesen összeomlott, míg az alatta és fölötte lévő szintek szinte sértetlenek maradtak. A modern, földrengésbiztos épületek ugyanakkor jól teljesítettek, és csak kis károkat szenvedtek el, bár néhány közülük megdőlt az altalaj megfolyósodása miatt.
A régió nagy területei maradtak áram, gáz és ivóvíz nélkül, utóbbi hiánya a tűzoltási munkálatokat is jelentősen hátráltatta. Kóbe közlekedési infrastruktúrájában ugyancsak komoly károk keletkeztek. A városon áthaladó magasvezetésű gyorsforgalmi út (Hanshin Expressway) egyes szakaszai összeomlottak vagy felborultak, így a közúti közlekedés teljesen megbénult, megnehezítve a mentőegységek mozgását is. A vasútvonalak és -állomások közül is sok megsérült, ezért a város környékén 130 kilométernyi vasútvonalon szünetelt a vonatközlekedés. Különösen nagy károkat szenvedett el a város évente több millió tonnányi árut fogadó kikötője: a 150-ből 120 kikötőhely megsemmisült, a daruk, egyéb tartozékok és a kikötői épületek is súlyosan megrongálódtak.
Kóbe környéke jelentős ipari központ. A könnyű- és nehézipari üzemek – megfelelő síkvidéki területek hiányában – nagy számban épültek a tengertől visszahódított területekre, mesterséges feltöltésekre. Az itt bekövetkező talajsüllyedések és talajfolyósodások az ipari létesítményekben súlyos károkat okoztak, a gyártási és szállítási nehézségek tovagyűrűző hatásai az egész japán gazdaságot érintették.
A földrengés által okozott károk értéke a becslések szerint elérhette a 9927 milliárd jent (mintegy 80 milliárd euró), azaz megközelítőleg az ország éves bruttó hazai termékének (GDP) 2%-át.

## Tanulságok és válaszlépések
A katasztrófát követően felülvizsgálták az épület- és várostervezési előírásokat. Az épületek földrengésállóságára vonatkozó követelményeket tovább szigorították, a mentőegységek szabad közlekedésének biztosítása érdekében pedig létrehozták a vészhelyzeti közlekedési hálózatot. Mivel a tűzvész terjedését csak a városban lévő nagyobb nyílt tereknél, parkoknál és folyóknál tudták megakadályozni, a várostervezési előírásokban az ilyen területek kialakításáról is intézkedtek, melyeket – szükség esetén – ideiglenes kitelepítés céljára is igénybe lehet venni.